# 沃夫恰霍拉 (利維夫州)
50°0′2″N 23°13′51″E / 50.00056°N 23.23083°E
沃夫恰霍拉（羅馬化：Vovcha Hora）是烏克蘭的村落，位於該國西部利沃夫州，由亞沃里夫區負責管轄，始建於1512年，面積0.61平方公里，海拔高度242米，2001年人口225，人口密度每平方公里367.65人。